# GLScene
A GLScene é uma biblioteca 3D baseada em livre OpenGL para a linguagem de programação Delphi. Provê componentes e objetos visuais permitindo a descrição e a renderização das cenas 3D.
O desenvolvimento da biblioteca original iniciou-se em 1999 por Mike Lischke   e na versão 0.5 a biblioteca foi feita em Fonte Aberta e o projeto foi colocado ao cuidados do administrador Eric Grange.
A GLScene permite aos programadores criar objetos 3D OpenGL em tempo de execução usando a interface mostrada. Uma gama extensiva de objetos e controles VCLadicionais foram providênciadas para ajudar o programador a construir poderosas aplicações 3D em Delphi.
A GLScene dá suporte para sua base-de-usuários e vem com várias aplicações demonstrativas e exemplos.